# لوكيوس سينيكا
لوسيوس آنيوس سينيكا الأصغر (4 قبل الميلاد - 65 م)، المعروف عادة باسم سينيكا، كان فيلسوفًا رواقيًا في روما القديمة، ورجل دولة، وكاتبًا مسرحيًا، وكاتبًا ساخرًا في عصر ما بعد أوغستان من الأدب اللاتيني.
ولد في قرطبة في هسبانيا، ونشأ في روما، حيث تدرب على البلاغة والفلسفة. والده هو سينيكا الأكبر [الإنجليزية] وشقيقه الأكبر هو لوسيوس جونيوس جاليو أنيانوس [الإنجليزية] وابن أخيه هو الشاعر لوكان. نفي سينيكا إلى جزيرة كورسيكا في عام 41 م في عهد الإمبراطور كلوديوس، ولكن سُمح له بالعودة في عام 49 ليصبح معلمًا لنيرون. عندما أصبح نيرون إمبراطورًا في عام 54، أصبح سينيكا مستشارًا له، وقام جنبًا إلى جنب مع الحاكم البريتوري سيكستوس أفرانيوس بوروس بإدارة حكومة مختصة خلال السنوات الخمس الأولى من حكم نيرون. تضاءل تأثير سينيكا على نيرون مع مرور الوقت، وفي عام 65، أُجبر سينيكا على الانتحار بتهمة التواطؤ المزعوم في المؤامرة البيسونية لاغتيال نيرون، والتي ربما كان بريئًا منها. أصبح انتحاره الرواقي والهادئ موضوعًا للعديد من اللوحات.
اشتهر سينيكا بأعماله الفلسفية ككاتب، وبمسرحياته المليئة بالمآسي. تشمل أعماله النثرية 12 مقالة و124 رسالة تتناول القضايا الأخلاقية. تشكل هذه الكتابات واحدة من أهم المواد الأولية للرواقية القديمة. اشتهر أيضا بمسرحياته بصفته ممثلًا تراجيديًا مثل مسرحيته ميديا، وثيستس، وفيدرا. كان لسينيكا تأثير هائل على الأجيال اللاحقة - خلال عصر النهضة كان "حكيمًا يحظى بالإعجاب والتبجيل باعتباره وحيًا للأخلاق، وحتى للتنوير المسيحي؛ وأستاذًا في الأسلوب الأدبي ونموذجًا للفن الدرامي".

## حياته

### النشأة والأسرة والبلوغ
ولد سينيكا في قرطبة في مقاطعة بايتيكا الرومانية في هسبانيا. يعود أصله إلى عشيرة آنيا التي تكونت من مستعمرين مائلين من أصول أمبرية أو بالينيانية. كان والده لوسيوس آنيوس سينيكا الأكبر فارسًا رومانياً إسباني المولد اكتسب شهرة ككاتب ومدرس للبلاغة في روما، أما والدته (هيلفيا) فتنحدر من عائلة بايتيسيان البارزة. سينيكا هو الثاني من بين ثلاثة أشقاء، والآخران هما لوسيوس جونيوس جاليو أنيانوس [الإنجليزية] (المعروف فيما بعد باسم جونيوس جاليو)، وآنايوس ميلا والد الشاعر لوكان.
تشير ميريام جريفين [الإنجليزية] في سيرتها الذاتية عن سينيكا إن "الدليل على حياة سينيكا قبل نفيه في عام 41 ضئيل للغاية، كما أن الاهتمام المحتمل لهذه السنوات بالتاريخ الاجتماعي وكذلك بالسيرة الذاتية كبير جدًا." تستنتج جريفين أيضًا من المصادر القديمة أن سينيكا ولد إما في 8 أو 4 أو 1 قبل الميلاد، وتعتقد أنه ولد بين عامي 4 و1 قبل الميلاد وكان مقيمًا في روما بحلول عام 5 بعد الميلاد.

### التعليم
تعلم في صباه النحو والخطابة، وحينما استهوته الفلسفة تتلمذ على يد الفلاسفة الفيثاغوريين، وبوحي منهم صار نباتياً. وكان صديقاً مقرباً من الفيلسوف ديميتريوس Demitrius، فتشرب منه الفلسفة الكلبية Cynicism كما تشرب الفلسفة الرواقية Stoicism من أتّالوس Attalus، إذ كان يعده آنئذ أستاذاً وإلهاً.

### فلسفته
اشتهر سينيكا كاتباً وخطيباً إبان حكم غايوس كاليغولا (37ـ 41م) الذي حقد عليه لأنه أبدى في مجلسه ذكاءً أكثر مما يجب، ثم اتهمه بالزنى بأخت الإمبراطور يوليا ليفيلاّ Julia Livilla، ونفاه إلى جزيرة كورسيكا، حيث بقي حتى استدعته القيصرة أغرِبينا Agrippina عام 49م للإشراف على تربية نيرون Nero ابنها من زوجها الأول. ولما تُوّج نيرون قيصراً صار سينيكا مستشاره الأول حتى عام 62م، أي إنه كان المسؤول عن كثير من شؤون الامبراطورية وأحداثها حتى فقد حظوته وهيمنته على القيصر الشاب، فاستأذنه باعتزال الحياة السياسية وبالتخلي له عن ممتلكاته كافة، فقبل نيرون الشق الأول ورفض الثاني، حتى عام 65م حين اتهمه بالتآمر عليه وأجبره على الانتحار وصادر ممتلكاته.
يعد سينيكا واحداً من أبرز الدعاة إلى الفلسفة الرواقية، وقد وقف جلّ كتاباته الفلسفية والمسرحية من أجل هذا الهدف. ومن بين أعماله النثرية ما يعرف باسم «المحاورات» Dialogi، وهي في الواقع مقالات في الأخلاق، قصيرة نسبياً، وتدل عناوينها على مضامينها، من مثل «عن العناية الإلهية» De Providentia، «عن صمود الحكيم» De Constantia Sapientis، و«عن الغضب» De Ira، و«عن الحياة السعيدة» De Vita Beata، و«عن الرحمة» De Clementia، و«عزاء إلى هِلفيا» Ad Helviam de Consolatione، و«المسائل الطبيعية» Naturales Quaestiones وغيرها. ومن أعماله المهمة الشيّقة «الرسائل الأخلاقية» Epistulae Morales ت(41ـ 62م) وهي عملياً دراسات في المسائل الأخلاقية صيغت على شكل رسائل، موجهة إلى صديقه لوسيليوس Lucilius حاكم صقلية. ومن أطرف كتابات سينيكا الهجائية مقالته الطويلة «مسخ الإنسان إلى نبات القرع» Apocolocyntosis التي ترتبط بمبدأ تناسخ الأرواح في الفكر الفيثاغوري، أو مقالته «سخرية من موت كلاوديوس» Ludus de Morte Claudii التي تستخف بفكرة تأليه كلاوديوس بعد وفاته. وتحتل أعمال سينيكا النثرية مكاناً مرموقاً بين كتب تاريخ الفلسفة، لأنها تعد المصدر الرئيسي للفكر الرواقي، أما أسلوبه فيعكس كل سمات أدب عصره، وإن كان يتفرد بخصائصه المميزة.
اعتنق سينيكا مذهب وحدة الوجود لدى الرواقيين، فاعتبر العالم كلاً مادياً وعقلياً واحداً، وأوضح بصورة أساسية المشكلات الأخلاقية التي إذا ما عولجت على نحو سليم تمكن الإنسان من بلوغ السعادة والأمن والخير، لهذا كان سينيكا يدعو إلى الأخوة والمحبة بين الناس، فاشتهرت مقولته «كن محبوباً من الجميع حياً ومأسوفاً عليه ميتاً». وكان يحارب أيضاً الانفعالات ويدعو إلى لغة العقل المتزن، فالرجل الحكيم هو الذي يسمو على الغضب متجاوزاً تجارب الحياة القاسية. ولم يهتم سينيكا بالميتافيزيقا، وفصلها عن ميدان الأخلاق، فاتجه إلى الناحية العملية، أي الحكمة العملية للحياة، وانصرف نهائياً عن الأسس النظرية الأولى التي قامت عليها الأخلاق الرواقية، فاهتم بالحياة الشعبية، لأنه وجد فيها ما يلائم مزاجه وطبيعته الخاصة. ورأيه في الإلهيات لا يعدو الإرشاد الخلقي: «أتريد أن تكون عند الله محبوباً؟ كن صالحاً إذن، وإذا أردت التعبد له، فشابهه، فليست العبادة في تقديم الأضاحي بل في الإرادة الورعة المستقيمة». وهذا الورع الرواقي الذي كان يسكن قلبه في حضرة إله بارٍ بخلائقه، الله الشاهد الداخلي على أفعالنا، قد صرفه تماماً عن دراسة طبيعته وصلته بالعالم. وحتى الأصل الإلهي للنفس البشرية، تلك الشذرة التي نزلت من السماء لتسكن في الجسم، هي عنده مادة للإرشاد الأخلاقي، لهذا لم يبحث في ماهية النفس، بل سعى إلى رسم تلك الصورة المتعددة الألوان والأشكال للرذائل أو الشرور الخلقية بغية معالجتها والقضاء عليها وتقويم السلوك الإنساني.

## سينيكا المسرحي
أما سينيكا المسرحي فقد كتب تسع مسرحيات مأساوية (تراجيدية)، لم تعرف تواريخ تأليفها بدقة، إذ لم يُعرض أي منها على مسارح روما أو غيرها فتُعرف وتشتهر. ولم يكن في نيّة مؤلفها أن تُعرض، بل أن تقرأ في جلسات الجدل الفكري من قبل أحد الحضور، وليكن ممثلاً محترفاً. وقد كان غرض سينيكا من مسرحياته تجسيد أفكاره الفلسفية والأخلاقية الرواقية في شخصيات تخوض صراعات درامية حادة بين قوتين، العقل والحكمة من طرف، والعاطفة الجامحة والغريزة من طرف آخر، فتكتسب الأفكار بذلك حيوية الحياة وفاعليتها. فالتعبير الأدبي أكثر طلاوة على الأذن وأشد نفاذاً إلى العقل وأعمق تأثيراً في القلب من النصوص الفلسفية التي لا يصل إلى فحواها إلاّ الضالعون في لغتها، وسينيكا لا يهتم بهؤلاء قدر اهتمامه بعامة الناس.

## سينيكا المثقف
كان سينيكا مثل كبار مثقفي عصره ضليعاً في اللغة اليونانية وثقافتها، ولا سيما على صعيد الفلسفة والأدب والمسرح، ومن هنا فإن مصادر مآسيه بلا استثناء يونانية، إما من الملاحم الكبرى والأساطير الكثيرة المتعددة التأويلات وإما من النصوص المسرحية التراجيدية مباشرة، فثمة أربعٌ من مآسيه مقتبسة عن أوربيديس، وهي «هرقل مجنوناً» Herkules Furens و«الطرواديات» Troades و«ميديا» Medea و«فايدرا» Phaedra؛ وثلاث مقتبسة عن سوفوكليس[ر]، وهي «الفينيقيات» Phoenissae و«أوديب ملكاً» Oedipus Rex و«هرقل فوق جبل أويتا» Herkules Oetaeus واثنتان مقتبستان عن أسخيلوس، وهما «أغاممنون» Agamemnon و«تيئسْتِس» Thyestes. والاقتباس هنا لا يعني تقيداً بالمصدر، بل استلهام حر للحدث وشخصياته بتأويل جديد لدوافع الأعمال، مع مبالغات شديدة في الأفعال نفسها، وتركيز كبير على أناشيد الجوقة واستنتاجاتها من الماضي ونبوءاتها للمستقبل. وعلى نقيض المسرحيين الإغريق كان سينيكا يترك لشخصياته حيزاً كبيراً للبوح الداخلي المتفجر، كي يبرز ما يعتمل في دخيلة النفس من مشاعر متضاربة ومنفعلة، فيوضح للمستمع خطر الانفعال إذا تجاوز حد الاعتدال وأفلت من زمام العقل. وقلما يعتمد سينيكا على الجدل السريع المتصاعد بين شخصيتين متناقضتين عقلاً وقلباً وقولاً، فهو لا يبغي فنيّة التأثير بقدر عمقه وتجذره في النفس والعقل، كي يوصل إلى المتلقي مفهومه عن الحكمة.

## فلسفته
قامت شخصية هرقل، Herakles باليونانية وHerkules باللاتينية، بدور مركزي في فلسفة سينيكا ومسرحه. وقد أثبتت الدراسات التاريخية المقارنة أن هرقل اليوناني ينحدر من مَلْقَرْت الفينيقي الذي كانت تقام طقوس عبادته على طول الساحل السوري منذ الألف الثاني قبل الميلاد. وهو في الأصل ملك/ بطل افتدى شعبه بنفسه على المحرقة، فارتفع بذلك إلى مرتبة التأليه من قبل البشر. وفي هذا تشابه مع تطور أسطورة هرقل الإغريقي واللاتيني منذ ولادته الخارقة إلى أعماله البطولية حتى موته على المحرقة. وقد وقف سينيكا لموضوع هرقل مسرحيتين، كان هرقل في كلتيهما نموذجاً يحتذى للتغلب على الانفعال بالعقل، لبلوغ مرتبة الحكيم الرواقي الذي يحقق لنفسه السعادة ببلوغ التوازن والاعتدال بين العاطفة والعقل.

## مسارات في حياته
وفي مآسيه الأخرى يبالغ سينيكا في إظهار نتائج تحكم الانفعال في الإنسان، مما يولّد الجرائم الدموية التي تتجاوز الخيال في عنفها. وهنا أيضاً يركز الكاتب على إبراز الأفعال العنيفة على مسرح الحدث عياناً، الأمر الذي كانت المأساة اليونانية تتجنبه كلياً، وتعوض عنه بإيراد الحدث الفظيع على لسان راوٍ كفعلٍ ماض ٍ نستمع إلى تفاصيله ونتعظ بعواقبه. وعلى الرغم من أن مسرحيات سينيكا لم يقصد بها العرض، إلاّ أن تركيز الكاتب على بناء الأحداث العنيفة في صلب المشهد بصرياً، يدل على قناعته بأن لمشاهدة الفعل مفعولاً رادعاً يضاف إلى تأثير الكلام المسموع. وهو يرى أن المرأة أكثر انقياداً للانفعال من الرجل.
بعد جدل استمر قروناً بين البحاثة واللغويين حول أحقية نسبة مسرحية «أوكتافيا» Octavia إلى سينيكا، أثبت الباحث الألماني شميت J.Schmidt في دراسة مقارنة مستفيضة، بما لا يدع مجالاً للشك أن المسرحية من يراع سينيكا نفسه، وأن تاريخ تأليفها يعود إلى 62ـ 64م، وأنها تقدم تفسيراً وتسويغاً لانسحاب المستشار الأول سينيكا من الحياة العامة والشهرة ورفاهية البلاط. وتتمتع هذه المسرحية بأهمية خاصة، لأنها النموذج الوحيد المتبقي من المسرحية الرومانية ذات الموضوع التاريخي fabula praetexta، إذ إن أحداثها ووقائعها تجري في زمن القيصر نيرون. وفيها يظهر سينيكا نفسه ناطقاً باسم مجلس الشيوخ، معارضاً طلاق نيرون من أوكتافيا وزواجه من خليلته بوبَّيا Poppaea الحاملة منه. وبعد أن يعدم نيرون أوكتافيا في منفاها، يظهر له شبح أمه أغربينا التي قتلها بيده، ليتنبأ له بنهاية وخيمة، لأن أفعاله قد دمرت الأسرة الحاكمة.
تكتسب مسرحيات سينيكا أهميتها من كونها، تاريخياً، جسراً بين الأصول الإغريقية الملحمية والأسطورية والمسرحية التي اقتبست عنها وبين مسرح عصر النهضة وما تلاه من حركات مسرحية في أوروبا حتى نهاية القرن الثامن عشر تقريباً. ومهما اختلف النقاد حول قيمتها الدرامية، فلا شك في أنها مارست تأثيراً عميقاًً في المسرح العالمي، لكأنها الأب الروحي لما كتب من مآسٍ على مدى عصر النهضة في إيطاليا وفرنسا وإسبانيا وإنكلترا وألمانيا، فهي من ثم أساس كثير من حسناتها وسيئاتها.
يقول الشاعر والناقد إليوت إن سينيكا قد صاحَبَ «أعمق وأوسع تأثير على عقلية العصر الإليزابيثي بصفة عامة، وعلى شكل ومضمون التراجيديا في ذلك العصر بصفة خاصة. إذ لم يلقَ أي كاتب لاتيني أو حتى إغريقي تقديراً كالذي لاقاه سينيكا آنذاك. فلبست الفلسفة الرواقية في تراجيدياته رداء أكثر إغراء لرجل عصر النهضة من أي وقت سابق أو لاحق. فنهل منها أدباء وشعراء العصر الإليزابيثي قدر طاقاتهم، حتى إنه يمكن القول بأن نصف الأشياء المألوفة لديهم، وهو النصف الأكثر شيوعاً، يرجع في أصوله إلى كتابات سينيكا النثرية وتراجيدياته الشعرية. وهذا يتطابق مع الحقيقة المعروفة بأن النهضة الأوربية لاتينية الطابع، أكثر منها إغريقية.
ويتفق النقاد أيضاً على أن تقسيم المسرحية الأوربية إبان عصر النهضة إلى خمسة فصول يدين بالفضل إلى تطبيقات سينيكا الناجحة في مسرحياته لما ابتدعه الكاتب اللاتيني فارو، ولما نظَّر له وقنْونه هوراتيوس في «فن الشعر» Ars Poetica. وأنصع تأثير لسينيكا في مسرح عصر النهضة وما تلاه هو شيوع ما عرف بـ «مسرح الدم» أو «تراجيديا الانتقام» Revenge Tragedy، لا على مستوى المشاهد العنيفة فحسب، بل على صعيد الألفاظ والتشبيهات والصور الشعرية. ومن الأمثلة البارزة على ذلك مسرحية توماس كيد «المأساة الإسبانية» The Spanish Tragedy، أو شخصية الشبح في «هاملت» والتصفيات الجسدية المتتالية في تايُتس اندرونيكوس Titus Andronicus لشكسبير، إلى جانب كثير من المشاهد المأخوذة شبه حرفياً من مسرحيات سينيكا. وقد اعتمد على تقاليده المسرحية كل من راسين وكورني في مآسيهم فيما عُرف بالمرحلة الاتباعية (الكلاسيكية) الفرنسية.

## تراجيديات
- جنون هرقل
- طروادس (النسوة الطرواديات)
- فونيسـّاي (النسوة الفينيقيات)
- فدرا
- ميديا
- ثستيس
- أگاممنون
- اوديپ
- هرقل فوق جبل أويتا

### حوارات
- (40) إلى مارسيا ، عزاء (لمارسيا ، في العزاء) - مواساتها في وفاة ابنها.
- (41) الغضب (في الغضب) - دراسة عن العواقب والسيطرة على الغضب.
- (42) إلى أم هيلفيا عزاء (إلى هيلفيا على العزاء) - رسالة إلى والدته تعزيها في غيابه أثناء تقلصه.
- (44) العزاء لبوليبيوس (لبوليبيوس ، على العزاء) - مواساته على ابنه المفقود.
- (49) دعونا (عن قصر الحياة) - مقال يوضح أن أي طول من الحياة يكفي إذا عاش بحكمة.
- (62) دي أوتيو (في أوقات الفراغ).
- (63) De Brevitate (في هدوء العقل).
- (64) العناية الإلهية (في العناية الإلهية)
- (55) دي كونستانتيا سابينتيس (عن صلابة الحكيم).
- (58) دي فيتا بياتا (عن الحياة السعيدة).

### غيره
- (54) Apocolocyntosis divi Claudii (The Pumpkinification of the Divine Claudius), a satirical work. {Also has references to Nero as having a longer life than Nestor at the hands of the three fates—obvious flattery.}
- (56) De Clementia (On Clemency) - written to Nero on the need for clemency as a virtue in an emperor.
- (63) De Beneficiis (On Benefits) [seven books]
- (63) Naturales quaestiones [seven books] of no great originality but offering an insight into ancient theories of cosmology, meteorology, and similar subjects.
- (64) Epistulae morales ad Lucilium - collection of 124 letters dealing with moral issues written to Lucilius Junior.
- (370?) Cujus etiam ad Paulum apostolum leguntur epistolae: These letters, allegedly between Seneca and St. Paul, were revered by early authorities, but currently are not believed to be authentic by most scholars.

## روابط خارجية
- لوكيوس سينيكا على موقع IMDb (الإنجليزية)
- لوكيوس سينيكا على موقع الموسوعة البريطانية (الإنجليزية)
- لوكيوس سينيكا على موقع ميوزك برينز (الإنجليزية)
- لوكيوس سينيكا على موقع إن إن دي بي (الإنجليزية)
- لوكيوس سينيكا على موقع ديسكوغز (الإنجليزية)